# Армения на зимних Паралимпийских играх 2014
Армения на зимних Паралимпийских играх 2014 года была представлена Мгером Аванесяном, который выступил в двух дисциплинах горнолыжного спорта.

## Результаты соревнований

### Горнолыжный спорт
Мужчины
| Соревнование      | Класс | Спортсмены    | Скоростной спуск/ 1 спуск | Скоростной спуск/ 1 спуск | Слалом/ 2 спуск      | Слалом/ 2 спуск      | Всего                | Место |
| Соревнование      | Класс | Спортсмены    | Время                     | Место                     | Время                | Место                | Всего                | Место |
| ----------------- | ----- | ------------- | ------------------------- | ------------------------- | -------------------- | -------------------- | -------------------- | ----- |
| Слалом            | Стоя  | Мгер Аванесян | 1:12,01                   | 40                        | 1:18,33              | 33                   | 2:30,34              | 34    |
| Гигантский слалом | Стоя  | Мгер Аванесян | DNF                       | DNF                       | Завершил выступление | Завершил выступление | Завершил выступление | —     |